# Un loup-garou royal
Un loup-garou royal est le deuxième épisode de la Saison 2 de la deuxième série de la série télévisée britannique Doctor Who.

## Accroche
Le TARDIS atterrit en Écosse en 1879. Le Docteur et Rose sont chargés d’assurer la protection de la reine Victoria alors qu’un loup-garou est à la poursuite de la souveraine.

## Distribution
- David Tennant – Le Docteur
- Billie Piper – Rose Tyler
- Pauline Collins – La reine Victoria
- Ian Hanmore – Père Angelo
- Michelle Duncan (en) – Lady Isobel
- Derek Riddell – Sir Robert
- Jamie Sives – Capitaine Reynolds
- Ron Donachie – Steward
- Tom Smith – L'hôte
- Ruth Milne – Flora

## Résumé
En Écosse, en 1879, des « moines » prennent le contrôle d'une maison en enfermant ses propriétaires et les domestiques dans une cave, où ils introduisent également un homme dans une cage.
Après l'atterrissage du TARDIS, le Docteur et Rose rencontrent la reine Victoria alors que cette dernière et sa garde sont contraintes de s'arrêter dans la maison dont les moines ont pris le contrôle, à la suite du blocage de son train par un arbre. Le Docteur ayant fourni à la reine une lettre du Lord Provost le désignant pour la protéger, cette dernière accepte que Le Docteur et Rose les accompagnent. Avant leur arrivée, les moines menacent Sir Roberts, le propriétaire, de faire dévorer sa femme s'il ne cache pas leur intrusion au sein de la maison.
La nuit, les moines endorment les gardes et enferment également Rose dans la cave. Elle devine alors que l'homme enfermé dans la cage vient d'une autre planète. Lorsque l'homme voit la pleine lune, il se change en loup-garou. Le personnel enfermé dans les cachots parvient à s'échapper grâce à Rose et au Docteur.
Par la suite, le Docteur, Rose, la reine et Sir Roberts trouvent refuge dans une pièce tandis que la femme de Sir Roberts et les quelques domestiques ayant survécu sont dans la cuisine avec du gui, apporté par les moines. Ces dernières comprennent que le gui peut les protéger du loup-garou car les « moines » qui attendent dehors, en portent également. Le Docteur comprend également que le gui peut les protéger ; la pièce où ils se trouvent a été recouverte d'huile de gui par le père de Sir Roberts. Le loup parvient cependant à passer par la verrière, mais après le sacrifice de Sir Roberts, il est neutralisé par le Docteur grâce à un capteur de lumière et au diamant de la reine, le Koh-i-Nor.
Après le départ du Docteur et de Rose à bord du Tardis, la reine dit souhaiter créer l'« Institut Torchwood » (le nom Torchwood étant le nom de la demeure), en hommage à Sir Roberts pour défendre son pays contre des ennemis « bien au-delà de l'imagination ».

### Continuité
- C'est à la fin de cet épisode que l'on apprend les origines de la fondation de l'Institut Torchwood.
- Le Docteur prétend s'appeler « Docteur James McCrimmon », empruntant le nom d'un compagnon du Second Docteur, écossais lui aussi.
- Le loup-Garou dit à Rose qu'elle a « quelque chose du loup », ce qui fait une fois de plus référence à son surnom de Bad Wolf. De même il voit un soleil brûler en elle, réminiscences de A la croisée des chemins.
- Le Docteur avait déjà été adoubé par le roi Jean sans Terre dans l'épisode de 1983 « The King's Demons ». À noter qu'il fut adoubé par un imposteur et que cela ne compte probablement pas.
- Le faux site de Mickey[1] explique qu'il a tenté de repérer un satellite sur le site de l'institut Torchwood lorsqu'il en a été éjecté. Son lien renvoie vers le site de Torchwood où le mot de passe « Victoria » permet de débloquer des vidéos cachées.